# Protestas en Mongolia Interior de 2020

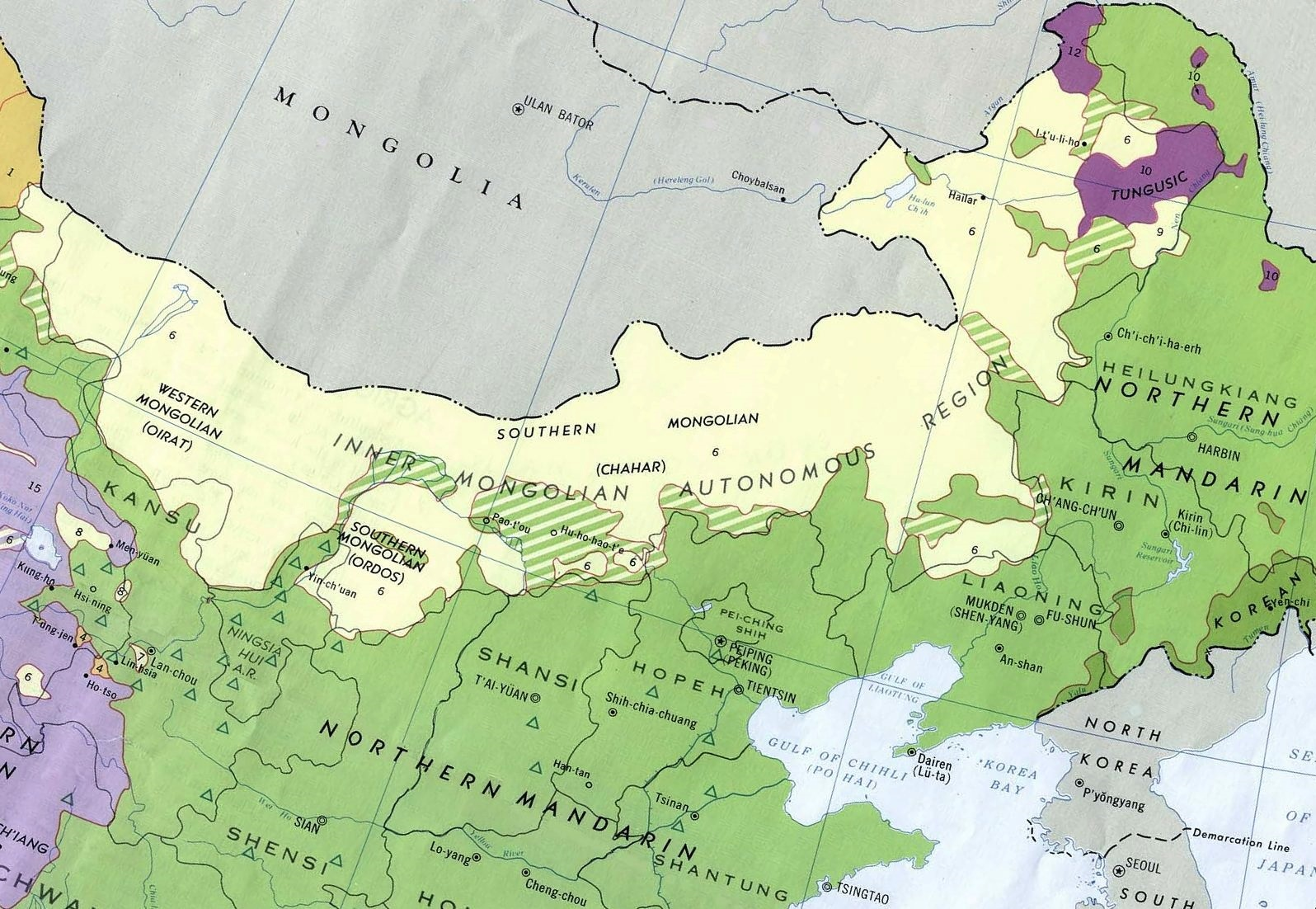
Representación de la CIA de la distribución de idiomas en Mongolia Interior en 1967, mongol y "mandarín del norte" (un término eliminado después de 1987, ahora referido por separado como idioma Jin, mandarín del noreste y mandarín lanyin)

Las protestas de Mongolia Interior de 2020 son una serie de protestas provocadas por una reforma curricular impuesta a las escuelas étnicas por el Departamento de Educación de Mongolia Interior de China. La reforma en dos partes reemplaza el mongol por el mandarín estándar como medio de instrucción en tres materias particulares y reemplaza tres libros de texto regionales, impresos en escritura mongol, por la editado por el Ministerio de Educación, escrito en mandarín estándar. En una escala más amplia, la oposición al cambio del plan de estudios refleja problemas étnicos en China.
Las tres materias en cuestión son Lengua y Literatura (refiriéndose al mandarín estándar) desde el primer grado, Moralidad y estado de derecho desde el primer grado (una variante de la educación cívica) e Historia desde el séptimo grado. La reforma fue parte de la reforma nacional de libros de texto implementada en otras partes de China a partir del otoño de 2017 para eliminar varios libros de texto provinciales de la serie de libros de texto unificada a nivel nacional, que ha sido criticada en otras partes de China.
Los padres y estudiantes de las escuelas étnicas se opusieron firmemente a la reforma curricular. El sentimiento se extendió a otros mongoles chinos que no asistían a esas escuelas, lo que provocó protestas. Aunque visto como un intento de asimilar a las minorías étnicas, observadores también señalan que ejemplifica la "política étnica de segunda generación" bajo el secretario general del Partido Comunista Chino (PCCh) y el presidente Xi Jinping, quien "imaginó el crisol de culturas, una fórmula de Occidente, en particular de Estados Unidos, como solución definitiva a los problemas étnicos".

## Antecedentes

### Historia política de Mongolia Interior
Mongolia Interior ha experimentado, durante mucho tiempo, luchas étnicas, aunque menos violentas que en Sinkiang y el Tíbet. Se consideró que la región "se había pacificado en gran medida durante muchas décadas de migración han, matrimonios mixtos y represión". La migración han a gran escala comenzó a partir de 1912 durante el período del gobierno de Beiyang, cuando la tierra se comercializó libremente. En 1937, la cifra agregada del censo del gobierno nacionalista de Nankín, gobernada por la provincia de Suiyuan y la provincia de Chahar, y el censo de los japoneses de Manchukuo y el gobierno autónomo unido mongol, reportó 3 720 000 han y 860 000 mongoles en el actual límite de Mongolia Interior.
La protesta estudiantil de Mongolia Interior de 1981 se opuso a un paquete de nuevas políticas que empeoraron la representación política de los mongoles chinos. Las políticas incluidas; aumentar 100 millones de cabezas de ganado en la provincia, asentando en lugar de repatriar migrante rurales en zonas urbanas de las provincias vecinas, y colocando a los funcionarios mongoles en los asentamientos de mayoría mongoles mientras que los funcionarios han en los asentamientos de mayoría han. En mayo de 2011, estallaron los disturbios cuando un camión de carbón chocó y mató a un pastor chino mongol, y luego fueron seguidos por disturbios que se quejaron del impacto ambiental de la minería y las políticas de desarrollo injustas.

### Reforma curricular de 2020
Los cuatro idiomas principales nativos de Mongolia Interior son el idioma jin, el mandarín del noreste, las variedades de dialectos mongoles y el mandarín lanyin. La mayoría de los mongoles y casi todos los han optan por enviar a sus hijos a escuelas que se imparten en mandarín estándar, en reconocimiento de las oportunidades económicas que obtendrían. Sin embargo, una minoría considerable entre los mongoles asiste a escuelas étnicas, que se enseñan principalmente en mongol.
El 26 de agosto de 2020, el Departamento de Educación de Mongolia Interior publicó oficialmente una reforma curricular en dos partes para las escuelas étnicas. El mongol como medio de instrucción será reemplazado por el mandarín estándar en las tres materias de Lengua y Literatura desde el primer grado, Moralidad y Estado de derecho desde el primer grado e Historia desde el séptimo grado. La reforma fue parte de la reforma nacional de libros de texto implementada en China en 2017 para eliminar varios libros de texto provinciales, que ha atraído repetidas críticas en otras partes de China. Esta política se ha aplicado en todas las provincias, incluidos el Tíbet y Sinkiang, y ahora está incursionando en Mongolia Interior. Esta política no cambia la educación del arte de la lengua mongol en sí.
Si bien se ve como un intento de asimilar a las minorías étnicas, observadores también señalan que ejemplifica la "política étnica de segunda generación" bajo el líder supremo Xi Jinping, quien "imaginó la fórmula del crisol de Occidente, en particular los Estados Unidos, como la solución definitiva a los problemas étnicos". Xi Jinping "rechaza el antiguo sistema de base soviética, que permitía una autonomía relativa y la preservación del idioma y la cultura en regiones designadas, a favor del nuevo enfoque".
El uso de libros de texto unificados a nivel nacional sobre esas tres materias afectadas también significaría la aplicación de exámenes estándar, por lo que tendría un impacto directo en las calificaciones de los exámenes de los estudiantes en exámenes importantes, como los exámenes de ingreso a la universidad nacional. Esto también podría ser un factor que provoque la protesta de algunos padres.

## Protestas

### Cronología
La señal de desafío público comenzó el 30 de agosto, cuando los estudiantes de Mongolia Interior protestaron contra el nuevo programa de idioma chino mandarín. Sin embargo, se mantuvo local hasta el 31 de agosto de 2020, cuando el departamento de educación de Mongolia Interior anunció que el idioma mongol se eliminaría de las materias de historia, política, lengua y literatura, a partir del 1 de septiembre, y se convertirá oficialmente en efectos, con otras materias que se agregarán.
Tras el anuncio, miles de mongoles protestaron por lo que vieron como un intento de convertir el idioma mongol en un idioma extranjero en su tierra natal. Los manifestantes consideran esto como un intento por parte del gobierno chino para frenar que aprendan el idioma mongol. Muchas familias mongoles anunciaron que no enviarían a sus hijos a las escuelas hasta que se restablezca el idioma mongol como idioma educativo en Mongolia Interior.
En un caso similar en Tongliao, una prefectura de Mongolia Interior, los padres se enteraron del anuncio solo después de enviar a sus hijos a un internado, lo que provocó las protestas. Los padres sitiaron la escuela antes de ser repelidos por la policía. Las autoridades liberaron a sus hijos de la escuela a pesar de la presión desenfrenada. El resentimiento contra la educación forzada basada en el mandarín también se reflejó en las redes sociales chinas por parte de los usuarios mongoles, sin embargo, fueron eliminados por las autoridades.
El 1 de septiembre, el personal de una escuela en el condado de Naiman le dijo a la BBC que solo alrededor de 40 estudiantes se habían inscrito para el semestre en lugar de los 1000 habituales. Posteriormente, algunos cambiaron de opinión y solo quedaron unos 10. Al mismo tiempo, 300 000 estudiantes de etnia mongola se declararon en huelga contra la política impuesta por Pekín. Incluso entre los mongoles étnicos que suelen apoyar al gobierno chino, se opusieron al plan, como un mongol, usando la aplicación de video Kwai “Soy chino, soy mongol, puedes quitarme cualquier cosa excepto mi lengua materna. Sin lenguaje, no puedo decir que soy mongol ”, en una manifestación posterior contra la política.
El 2 de septiembre, varias etnias mongoles participaron en el levantamiento de khar suld (Bandera Negra en mongol). El khar suld tiene una connotación implícita que se usa solo cuando los mongoles luchan contra un enemigo.

## Reacciones

### China
Los medios estatales chinos como la Agencia de Noticias Xinhua y el China Daily ignoraron en gran medida las protestas y sus demandas al principio, centrándose en cambio en los festivales planificados que se llevan a cabo en Mongolia Interior para la vida social de los mongoles étnicos. Sin embargo, al mismo tiempo, los funcionarios chinos viajaron a Mongolia Interior para intentar persuadir a las familias de que enviaran a sus hijos de regreso a las escuelas, aunque hubo una fuerte objeción de las familias mongolas.
A principios de septiembre, el Consejero de Estado y Ministro de Policía Zhao Kezhi visitó la región para fortalecer la lucha contra el “terrorismo y el separatismo” durante una gira por partes de la provincia. La policía china de la región ofrece una recompensa de 1000 yuanes por cualquiera que pueda identificar a las personas que participan en protestas contra el gobierno.
Al mismo tiempo, la fuerza policial china se ha desplegado y ha aumentado sus actividades en Mongolia Interior, con varias personas arrestadas por apoyar las protestas. Las familias que se negaron a enviar a los niños a la escuela pueden ser despojadas de los beneficios sociales por parte del gobierno.
El 4 de septiembre, una periodista de Los Angeles Times fue presuntamente detenida durante cuatro horas antes de ser expulsada por las autoridades chinas por su cobertura de las protestas.
El 13 de septiembre, el gobierno de algunos condados exigieron que los tutores envíen a sus hijos a la escuela o serán multados con hasta 5000 yuanes en respuesta a la huelga estudiantil.
El 1 de diciembre, el informe decía que el gobierno chino estaba contratando en masa a profesores de secundaria para trabajar en la región norte de Mongolia Interior. Los documentos gubernamentales en línea emitidos en las semanas desde que las protestas sacudieron la región a principios de septiembre revelan los planes del gobierno para contratar a más de 1000 maestros en toda la región.
Los gobiernos de las ligas y banderas locales de la región también han publicado anuncios de contratación de cientos de profesores de otras partes de China para que se trasladen a la región y enseñen mandarín.

### Taiwán
En Taiwán, el exministro del Consejo de Pueblos Indígenas, Yohani Isqaqavut y otros miembros del Comité del Ministerio Indígena de la Iglesia sostuvieron pancartas en una manifestación frente al Yuan Legislativo en Taipéi para expresar su apoyo a las personas en Mongolia Interior de China.

### Internacional
Muchos mongoles se sintieron indignados tras los informes, aunque la dependencia económica de China socavaba en gran medida la oportunidad de ayudar. Decenas de manifestantes mongoles marcharon hacia la sede del Ministerio de Relaciones Exteriores en Ulán Bator para exigir una reacción contra la represión en curso de los derechos de los mongoles en China. El líder del IMPP, Temtsiltu Shobtsood, que vive exiliado en Alemania, acusó a China de "intentar suprimir" el idioma mongol.
En septiembre de 2020, la Comisión Ejecutiva del Congreso sobre China emitió un comunicado condenando la represión de las protestas y el asalto a un periodista estadounidense que cubría las protestas. El mismo mes, se inició una petición internacional de la etnia mongoles, "Salvemos la educación en el interior de Mongolia".
El 24 y 25 de noviembre, cientos de mongoles que vivían en Japón protestaron frente a la Asamblea Nacional en Tokio, pidiendo al Partido Comunista Chino que no pusiera fin a la educación media mongol en Mongolia Interior. Los manifestantes sostuvieron pancartas y pancartas en mongol, chino, japonés e inglés como "¡Retirar la política de sinización!", "¡Dejen de oprimir a los mongoles!" y "¡Devuélvanse a los mongoles su lengua materna!".